# كورونا (لاعب كرة قدم)
ميغيل أنغيل غارسيا بيريز رولدان (بالإسبانية: Miguel Emanuel Maldonado Perez)‏ (مواليد 12 فبراير 1981 في طلبيرة، إسبانيا) المعروف بكورونا، هو لاعب كرة قدم إسباني يلعب حاليا لصالح نادي الدرجة الأولى ألمرية الإسباني منذ 2007 في مركز الوسط المهاجم.

## روابط خارجية
- ميغيل أنغيل غارسيا بيريز رولدان على موقع الاتحاد الدولي (مؤرشف)  (الإنجليزية)
- ميغيل أنغيل غارسيا بيريز رولدان على موقع قاعدة بيانات كرة القدم.إي يو (الإنجليزية)
- ميغيل أنغيل غارسيا بيريز رولدان على موقع Soccerbase.com (لاعب) (الإنجليزية)
- ميغيل أنغيل غارسيا بيريز رولدان على موقع Soccerway.com (الإنجليزية)
- ميغيل أنغيل غارسيا بيريز رولدان على موقع عالم كرة القدم.نت (الإنجليزية)
- ميغيل أنغيل غارسيا بيريز رولدان على موقع AS.com (الإسبانية)